# فريدي أبودا
فريدي أبودا (بالتاغالوغية: Freddie Abuda)‏ مواليد 8 أكتوبر 1969 في سامار الشرقية، الفلبين، هو مدرب كرة سلة فلبيني ولاعب معتزل. بدأ مسيرته الاحترافية في سنة 1993. وهو مدرب مساعد لفريق بارانجي جينبرا سان ميغيل في الرابطة الفلبينية لكرة السلة. يبلغ طوله 6 قدم 3 بوصة (1.9 م). اعتزل اللعب في 2004.